# All Saints Records
All Saints Records je britské hudební vydavatelství, které v roce 1991 založil Dominic Norman-Taylor. Specializovala se převážně na ambientní hudbu, ale vydávalo i nahrávky jiných žánrů. Řadu let u tohoto vydavatelství vydával svá alba jeden z prvních ambientních hudebníků Brian Eno. Mezi další umělce patří Harold Budd, Jon Hassell, Laraaji, Kate St John nebo Michael Brook. V roce 2013 vydavatelství začalo vydávat reedice alb; nejprve od Laraaji, později Harolda Budda a dalších.